# 神宮備林
神宮備林（じんぐうびりん）とは、かつて帝室林野局（現宮内庁、林野庁）が、伊勢神宮の式年遷宮用のヒノキを保続的に供給するために設定した区域で、一般施業林とは区別された森林。現在の長野県木曽郡と岐阜県中津川市の阿寺山地にある。
1947年（昭和22年）の林政統一により神宮備林制度の指定は解除され、国有林に編入された。なお、旧出ノ小路神宮備林の一部が「木曽ヒノキ大材保存林｣を経て、1977年（昭和52年）に「木曽ヒノキ備林」となっているように名称に「備林」を付している林班（区画）もある。

## 概要
江戸時代に尾張藩による厳しい資源管理が行われていた木曽山林は、明治時代に入って官林に移管され、1888年（明治22年）に御料林に編入された。木曽では、江戸時代の1610年（慶長15年）頃から名古屋城など城郭建築のため大量の木材が伐採されたが、その後、尾張藩は厳しく禁伐統制を行い、1624年から「巣山（すやま）」「留山（とめやま）」「鞘山（さややま）」を次々と設定して山林を保全していた。
御料林の経営目的には生産の保続と収益の増殖があったが、これとは別に式年遷宮に必要なヒノキを保続的に供給する必要もあり、1906年（明治39年）に普通施業林とは別に8,434ヘクタールの備林を指定し、このうち1,960ヘクタールを永久備林、6,474ヘクタールを臨時備林とした。
伊勢神宮で20年毎に行なわれる式年遷宮の社殿造営は、天武天皇の発意で行われるようになったとされ、鎌倉中期までその用材を伐りだす山（御杣山・みそまやま）は神路山や高倉山など神宮が所有する森林（宮域林）であった。ところが適木の欠乏のため、御杣山は近隣の山へ移り、江戸中期以降はほとんどが木曽から供給されている（ただし1789年の第51回は大杉山が御杣山となった）。
備林は明治時代に設定されたが、大まかな取り決めにすぎず面積が妥当か明確でなかったため、1931年（昭和6年）から実地調査を行い、1934年（昭和9年）に神宮備林の施業案を改訂した。これにより永久備林1,960ヘクタールは第一備林として4,484ヘクタールに変更され、臨時備林6,474ヘクタールは第二備林1,777ヘクタールと第三備林1,965ヘクタールに変更された。地域は長野県木曽郡上松町、王滝村、大桑村、と岐阜県中津川市の加子母・付知町などにまたがる。
神宮備林からは姫路城「昭和の大修理」のほか、歴史的木造建造物の修復などにも木材が供給された。
1947年（昭和22年）の林政統一により御料林は国有林に編入され、神宮備林制度の指定は解除され「特殊択伐用材林」として扱われることになった。そのため神社仏閣など日本古来の美術的建築用材について特別の需要がある場合にのみ択伐を行うことになっている。

## 歴史
- 1709年（宝永6年）：第47回式年遷宮で木曽山湯舟沢（岐阜県中津川市）のヒノキが使用される[3]。
- 1888年（明治22年）：帝室林野局が御料林を設定[2]。
- 1906年（明治39年）：帝室林野局により「神宮御造営材備林制度」が制定され、この地域の御料林が神宮備林に指定される。
- 1947年（昭和22年）：神宮備林の指定が解除され、国有林の一部となる[2][3]。

## 備考
- 伊勢神宮が三重県伊勢市に所有する宮域林（神路山、島路山と宮川流域の前山など）でも、木材の供給態勢を整えるため1923年（大正12年）に「神宮森林経営計画」が策定されて造林が進められた[3]。2013年（平成25年）の第62回遷宮では全体の2割程度を宮域林から供給した[3]。
- 熱田神宮の備林に「熱田神宮備林」（愛知県東栄町）がある[5]。